# ميلتون براون
ميلتون براون (بالإنجليزية: Milton Brown)‏ هو محامي وقاضي وسياسي أمريكي، ولد في 28 فبراير 1804 في لبنان في الولايات المتحدة، وتوفي في 15 مايو 1883 في جاكسون في الولايات المتحدة. حزبياً، نشط في حزب اليمين. وقد انتخب عضو مجلس النواب الأمريكي.